# Oeverpoort

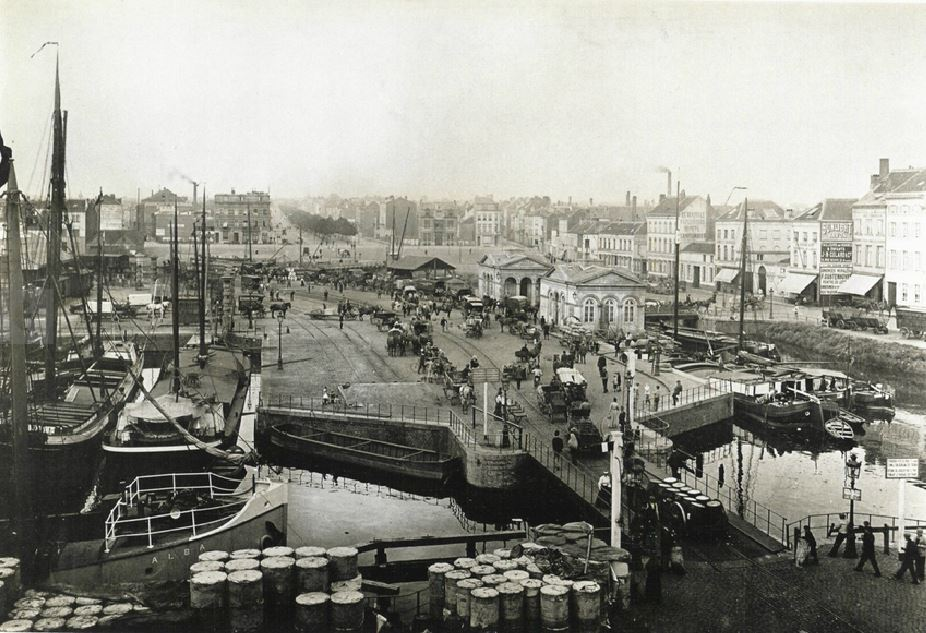
Neoklassieke Oeverpoort en omgeving (Adrien Louvois, 1899).

De Oeverpoort (Frans: Porte du Rivage) is een plein en een voormalige stadspoort in Brussel. De poort, ook wel aangeduid als Vaartgat en Vaartpoort, stond op de kruising van de Willebroekse vaart en de tweede stadsomwalling. Na afbraak begin 19e eeuw leefde ze nog geruime tijd door als een octrooipoort even verderop.

## Geschiedenis
Het bouwwerk was nodig wegens de aanleg van de Willebroekse vaart, die tot binnen de stad werd geleid om er de nieuwe Haven van Brussel te vormen, en was dus ruim twee eeuwen jonger dan de eigenlijke stadspoorten op de tweede ommuring. Het jaagpad op de westelijke oever liep via een eenvoudige doorgang de stad binnen terwijl op de oostelijke oever een meer uitgewerkt bouwsel kwam dat onder de naam Koeienpoort ging (1562). Nochtans stond het niet op gelijke voet met de zeven stadspoorten, men sprak in het algemeen over het Vaert-gat. De wacht werd er niet opgetrokken door de Geslachten of Naties maar door de Wapengilden.
Volgens een traditie was het langs deze Koeienpoort dat Willem van Oranje zich in 1567 uit de voeten maakte in het vooruitzicht van Alva's komst. De kanaalovergang werd een eerste keer versterkt in 1576 tegen de dreiging van het muitende koninklijk-Spaanse leger. Zo verrees de eigenlijke Oeverpoort op de westoever. Ernaast kwam een hefbrug die de weergangen op de stadsmuren met elkaar verbond. Het volgende jaar al verliep de triomfantelijke herintrede van Oranje via de versterkte Oeverpoort.
In opdracht van aartshertogin Isabella legde Jacob Franquart in de jaren 1620 de fraaie Groendreef aan langs de vaart en renoveerde hij de Oeverpoort. Ze raakte echter beschadigd bij de grote overstroming van 1643 en werd in barokke gedaante herbouwd. De stad trok er 24.000 florijnen voor uit in december 1645. Het ontwerp van Bernard Raessens, met een uitkijkplatform en aan weerszijden frontons en pilasters, kon op waardering van de Brusselaars rekenen. De Oeverpoort was een geanimeerde plek waar men aan beide kanten van de vaart via trappen op de muren kon komen om te genieten van de uitzichten aan veldzijde en aan stadszijde. Via de Lakensepoort kon men ook de populaire promenade langs de Groendreef bereiken. Landvoogd Karel van Lorreinen vierde in 1769 zijn jubileum aan de Rivage (de havenbuurt bij de poort).
Na een herinrichting in 1773 werd de Oeverpoort in 1812 gesloopt. De Brusselse haven onderging in 1830 een transformatie met de aanleg van het brede Handelsdok buiten de oude muren en het graven van het kanaal naar Charleroi, dat verbonden was met de oude Vaart maar waarvan de as een zestigtal meter westwaarts lag. De nieuwe Oeverpoort kwam te liggen aan het einde van het Handelsdok, bij de Vaartbrug die de overgang tussen de twee kanalen vormde (tussen het huidige Saincteletteplein en IJzerplein). Ze bestond uit twee octrooipaviljoenen naar plannen van Auguste Payen (1832-1836), die sterk geleken op deze die hij in dezelfde periode voorzag aan de Ninoofsepoort. Deze Oeverpoort verloor haar functie bij de afschaffing van het octrooi in 1860, maar de neoklassieke paviljoenen bleven nog staan tot de creatie van een zeehaven tegen 1910.
De naam herleefde in 2015 om het voorheen anonieme plein aan de duiden waar de eerste Oeverpoort ongeveer lag. Om dit verleden nog meer in de verf te zetten, werden de tramsporen er in een waterpartij gelegd.

## Voetnoten
1. ↑  Krista De Jonge en Annemie De Vos, "Architectuur ten tijde van de aartshertogen: het hof achterna", in: Krista De Jonge, Annemie De Vos en Joris Snaet (red.), Bellissimi ingegni, grandissimo splendore. Studies over de religieuze architectuur in de zuidelijke Nederlanden tijdens de 17de eeuw, 2000, p. 37
2. ↑  Antoine Darchambeau, "Un rivage à Bruxelles. Identités, organisation et perception d’un quartier portuaire au XVIIIe siècle", in: Annales de la Société royale d'Archéologie de Bruxelles, vol. 70, 2009-2011, p. 245
3. ↑  Nieuw plein in Dansaertwijk heet Oeverpoort, brusselnieuws.be, 16 oktober 2015